# 1934年臺灣
|        | 臺灣歷史 \| 台灣歷史年表 |
| 世纪： | 19世纪臺灣 \| 20世纪臺灣 \| 21世纪臺灣 |
| 年代： | 1900年代臺灣 \| 1910年代臺灣 \| 1920年代臺灣 \| 1930年代臺灣 \| 1940年代臺灣 \| 1950年代臺灣 \| 1960年代臺灣                                           |
| 年份： | 1929年臺灣 \| 1930年臺灣 \| 1931年臺灣 \| 1932年臺灣 \| 1933年臺灣 \| 1934年臺灣 \| 1935年臺灣 \| 1936年臺灣 \| 1937年臺灣 \| 1938年臺灣 \| 1939年臺灣 |
| 纪年： | 甲戌年（狗年）、日本昭和9年 |

## 政府

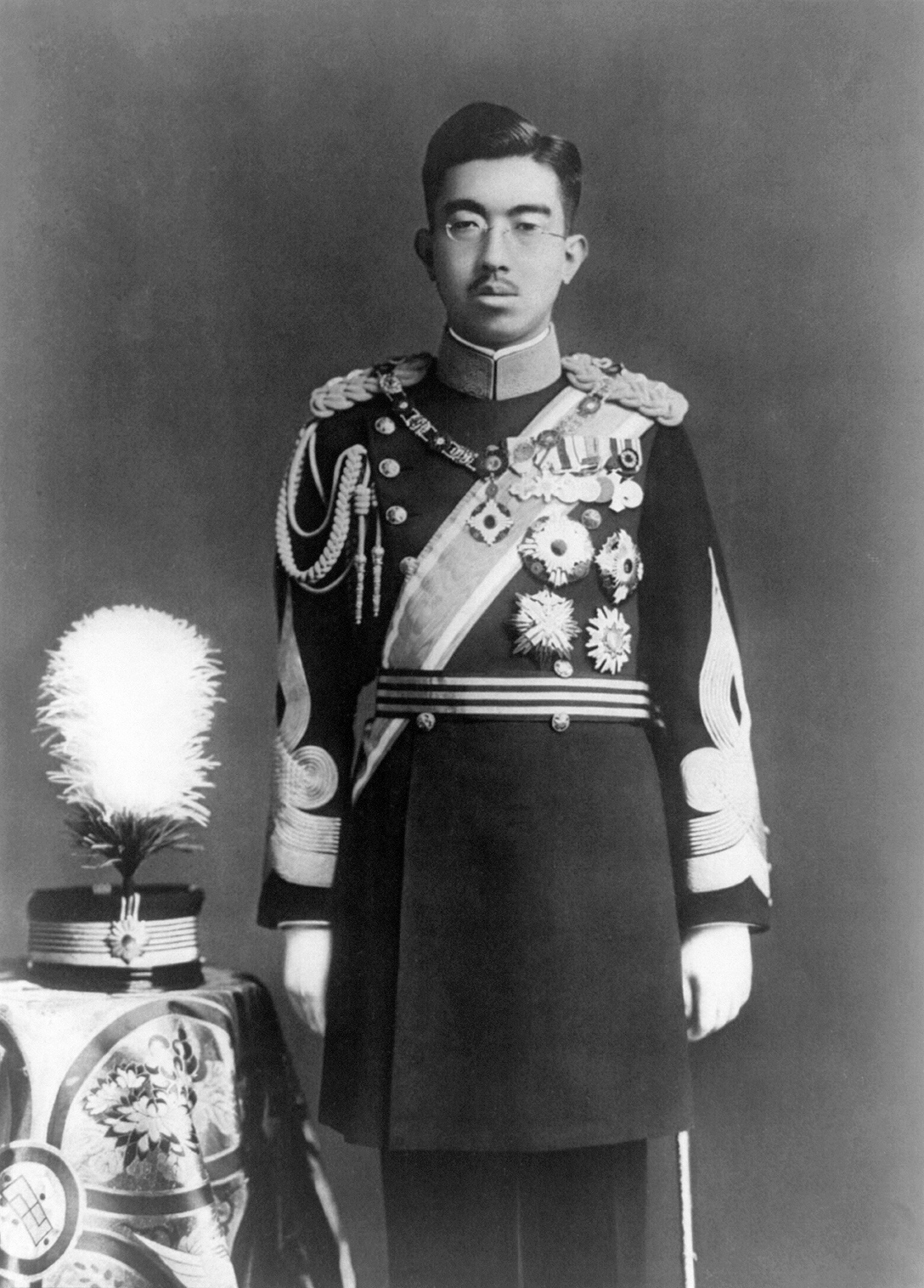
天皇：昭和天皇
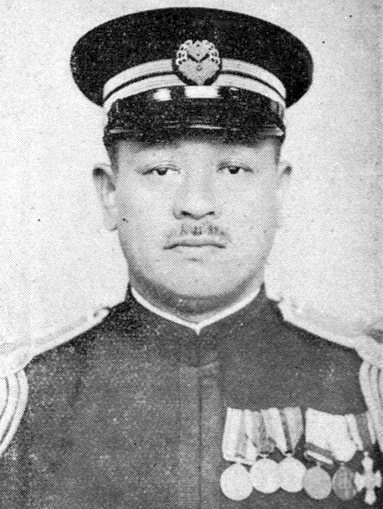
臺灣總督：中川健藏
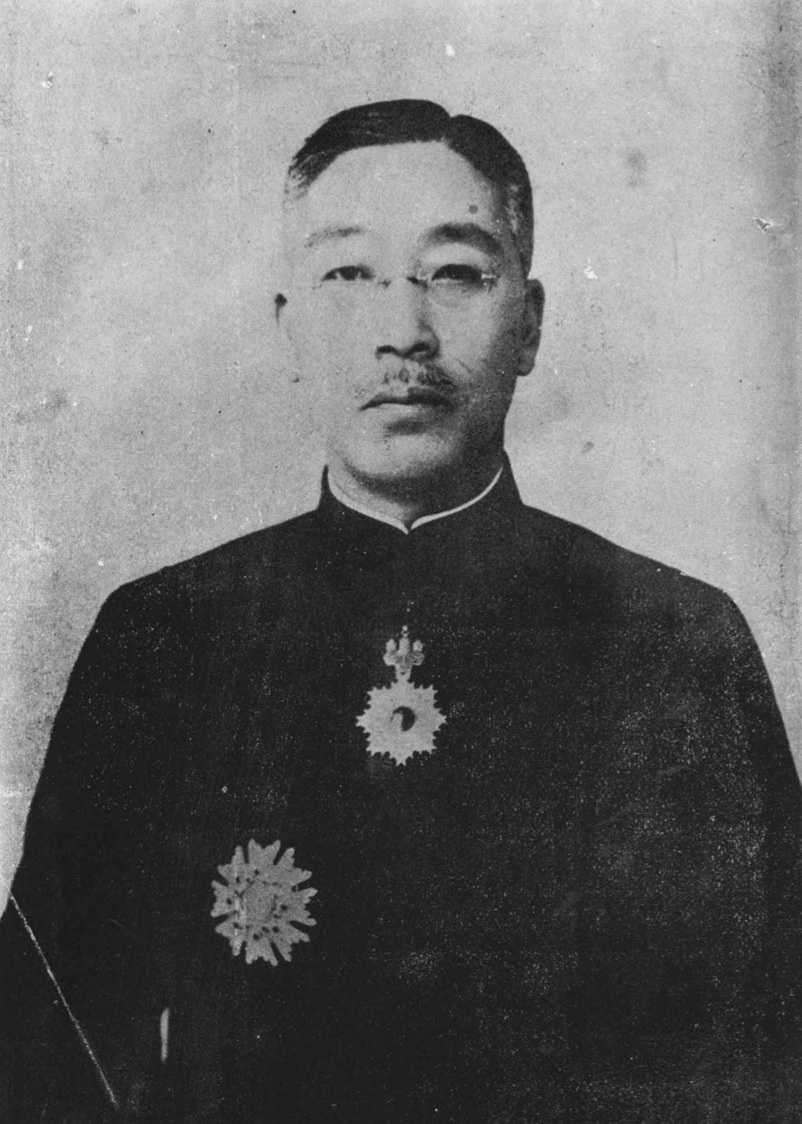
總務長官：平塚廣義

## 大事記
- 2月6日：第十五次臺灣議會設置請願運動，請願團造訪貴族院[1]:209。
- 3月1日：臺灣社會教化協議會召開[2]。
- 3月15日：第十五次臺灣議會設置請願運動，請願團造訪眾議院[1]:210。
- 5月6日：於臺中市召開臺灣文藝大會，會中決定組成臺灣文藝聯盟[3][4]。
- 6月3日：日月潭水力發電廠完工。
- 6月—8月：詩人北原白秋訪台。
- 7月3日：辜顯榮擔任貴族院議員[1]:210。
- 7月25日：臺北帝國大學物理學講座教授荒勝文策建造考克饒夫－瓦耳頓型（英語：Cockcroft - Walton）粒子加速器[5]，成功完成亞洲第一次，世界第二次人工撞擊原子核實驗[6]。
- 9月2日：持續14年的臺灣議會設置請願運動終止[1]:210。
- 11月12日：台陽美術協會成立。

## 出生
- 陳壽彝（－2012年10月22日）：臺南傳統彩繪藝術家。
- 2月1日——陳冠學，作家。著有《田園之秋》、《老臺灣》。（2011年逝世）
- 2月7日——金美齡，臺灣獨立運動參與者、政治評論者。
- 4月13日——劉興欽，漫畫家、發明家。代表作為《阿三哥與大嬸婆》。
- 6月15日——李喬，客家籍作家。代表作《寒夜》三部曲。
- 7月1日——林二，音樂家。（2011年逝世）
- 7月1日——陳癸淼，政治人物。曾任臺灣省政府委員、國策顧問、立法委員。中國新黨創辦人。（2014年逝世）
- 8月30日——高育仁，政治人物。曾任臺南縣縣長、臺灣省議會議長。
- 9月9日——吳澧培，銀行家、政治人物。臺灣獨立運動參與者。
- 11月5日——饒穎奇，政治人物。曾擔任立法院副院長、立法委員、總統府資政。
- 11月8日——孫震，經濟學者、政治人物。曾任國立臺灣大學校長、國防部部長。出生於中國山東省。